# Frederiksborg Gletscher
Frederiksborg Gletscher är en glaciär i Grönland (Kungariket Danmark).   Den ligger i kommunen Sermersooq, i den sydöstra delen av Grönland, 900 km öster om huvudstaden Nuuk. Frederiksborg Gletscher ligger 1 520 meter över havet.
Terrängen runt Frederiksborg Gletscher är huvudsakligen kuperad, men åt nordost är den bergig. Frederiksborg Gletscher ligger uppe på en höjd.  Trakten runt Frederiksborg Gletscher är nära nog obefolkad, med mindre än två invånare per kvadratkilometer. Det finns inga samhällen i närheten. Trakten runt Frederiksborg Gletscher är permanent täckt av is och snö.